# Un homme si parfait

Un homme si parfait (Intimate Stranger) est un téléfilm américano-canadien réalisé par Bert Kish, écrit par Michael Vickerman, et diffusé le 16 octobre 2006 sur Lifetime.

## Fiche technique
- Réalisation : Bert Kish
- Scénario : Michael Vickerman
- Société de production : Blueprint Entertainment
- Durée : 88 minutes

## Distribution
- Kari Matchett : Karen Reese
- Peter Outerbridge : Denis Teague
- Matthew Knight : Justin Reese
- Jonas Chernick (en) : Alex
- Tammy Isbell : Donna Eckhart
- Robert Benz : Inspecteur Donnelly
- Troy Skog : Lenny Eckhart
- June Mayhew : Ruth
- Corey Livingstone : John Reese
- Jodi Sadowsky : Réceptionniste
- Amanda Park : Docteur
- Timothy Allen : Technicien
- Shane Bellegarde : Installateur d'alarmes
- Sean Hoy, Terrance Leigh et Rob van Meenen : Officiers de police
- Melany Burant et Tim Hopfner : Serveurs
- Maggie Huculak
- Jaden Ryan : Anthony